# Robert Schälzky

Hochmeisterwappen des Deutschen Ordens

Robert Johann Schälzky (* 13. August 1882 in Braunseifen, Österreich-Ungarn; † 27. Januar 1948 in Lana, Italien) war Theologe und zwischen 1936 und 1948 Hochmeister des Deutschen Ordens.

## Leben
Schälzky war der Neffe des Hochmeisters Norbert Klein und der Sohn eines Landbriefträgers mit neun Kindern. Nachdem er 1902 in Troppau das Abitur bestanden hatte, trat er dort in den Konvent des Deutschen Ordens ein, wo er am 15. September 1903 auch seine ersten Gelübde ablegte. Die theologischen Studien in Brixen absolvierend, legte er am 15. September 1906 die feierlichen Gelübde ab und wurde am 29. Juni 1907 im Dom zu Brixen zum Priester geweiht. Nach einem kurzen Einsatz als Kooperator und Katecheten in Freudenthal, übernahm er in Freudenthal die Stelle eines Religionslehrers. Seit 1912 Gemeinderat in Freudenthal und 1913 erstmals als Referent des Verbandstages der Christlichsozialen Partei in Troppau auftretend, war er seit 1918 im Vorstand der Deutschen Christlichen Volkspartei tätig, von welcher er am 8. Dezember 1918 in Olmütz auch zum Landesobmann gewählt wurde. Hierzu wurde er 1920 auch stellvertretender Parteivorsitzender. Von 1919 bis 1921 Vizebürgermeister von Freudenthal, wurde er 1919 auch Abgeordneter der Schlesischen Landesversammlung. Von 1920 bis 1925 war er vornehmlich als Abgeordneter des Prager Parlamentes tätig, wobei seine Bemühungen vor allem im Gebiet der Sozialpolitik lagen. Seit Herbst 1924 Obmann der „Deutschen Hauptstelle für Wohnungs- und Siedlungsfürsorge in der Tschechoslowakei“, musste er nach auch der Auflösung des Parlamentes (1925) nicht nur sein Abgeordnetenmandat niederlegen, sondern aufgrund der Untersagung jeglicher politischer Tätigkeiten durch den Vatikan, seine politische Arbeit aufgeben.
Nun in der Satzungskommission des Ordens tätig, lebte er seit Februar 1926 in Wien. Am 5. Februar 1927 zum Präsidenten des Volksbundes Deutscher Katholiken gewählt, wurde er im Februar 1928 Religionsinspektor für deutsche Bürgerschulen in Mähren-Schlesien. Am 1. September 1929 zum Pfarrer und Dechanten in Freudenthal ernannt, wurde er zudem 1930 Generalökonom und Spitler des Deutschen Ordens. Das Generalkapitel des Jahres 1932 wählte ihn zudem zum Generalrat.
Nach mehreren Wahlgängen wurde Schälzky, mit einer sehr knappen Mehrheit, am 24. März 1936 in Wien zum Hochmeister des Deutschen Ordens gewählt. Enttäuscht über die knappe Stimmenmehrheit, nahm er das Amt erst nach Zureden Marian Tumlers an, wurde am 25. März inthronisiert und am 29. März von Kardinal Innitzer zum Abt benediziert. Im Rahmen von Visitationen stellte Schälzky binnen kurzer Zeit ein enges persönliches Verhältnis zu den verschiedenen Provinzen des Ordens her. Diese waren unter seinen beiden Vorgängern fast gänzlich abgerissen. Auch bemühte er sich um die Verwaltung und eine Ertragssteigerung und Modernisierung der ordenseigenen Sozialeinrichtungen.
Jedoch wurde sein Wirken durch die Nationalsozialisten unterbrochen, die den Orden 1938 enteignete. Proteste fruchteten erst 1940 und Kirchenminister Hanns Kerrl bemühte sich persönlich um die Annullierung der Enteignungen. Doch scheiterte er an Bormann und Gauleiter Henlein, der das Enteignungsdekret unterzeichnet hatte. Während der Lebensunterhalt der Ordenspriester durch bischöflich besoldete Seelsorgsstellen sichergestellt wurde, erhielt Schälzky eine kleine Rente der Gauforstverwaltung Reichenberg.
Als die Amtszeit des Hochmeisters 1942 abgelaufen war, verlängerte Papst Pius XII. diese, da ein Generalkapitel aufgrund des Krieges nicht möglich war. Nachdem er bereits 1939 das Schloss Freudenthal hatte räumen müssen und im Forsthaus Wiedergrün wohnte, siedelte er wenig später in die Kommende Troppau über. Im Frühjahr 1945 nach Marktlangendorf geflohen, kehrte er 1945, unterwegs ausgeraubt, zu Fuß nach Freudenthal bzw. Troppau zurück. Ohne Vorwürfe von Januar bis Juni 1946 in Troppau eingekerkert, folgte der gesundheitlich schwer angegriffene Hochmeister auf einem offenen Lastwagen seinen vertriebenen Ordensbrüdern kurz darauf nach Wien. Hier brachten seinen Lebensunterhalt vor allem alte Freunde auf. Trotzdem konnte er einen notwendigen Krankenhausaufenthalt nicht bezahlen und begab sich zu einer Visitation nach Lana/Südtirol. Hier starb er dann im Januar 1948.